# Else Fichter

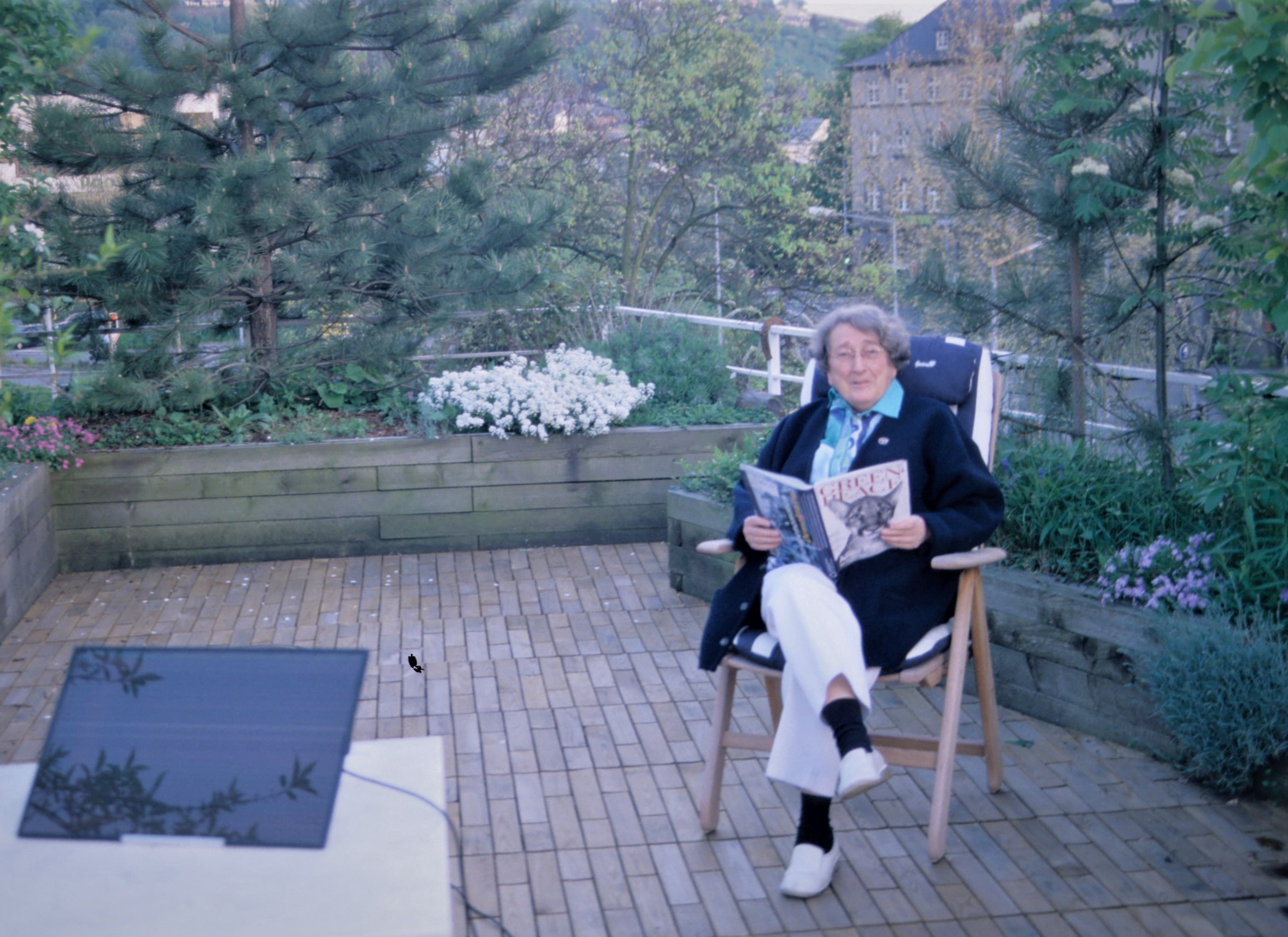
Else Fichter in ihrem Dachgarten in der Theodor-Heuss-Allee in Trier

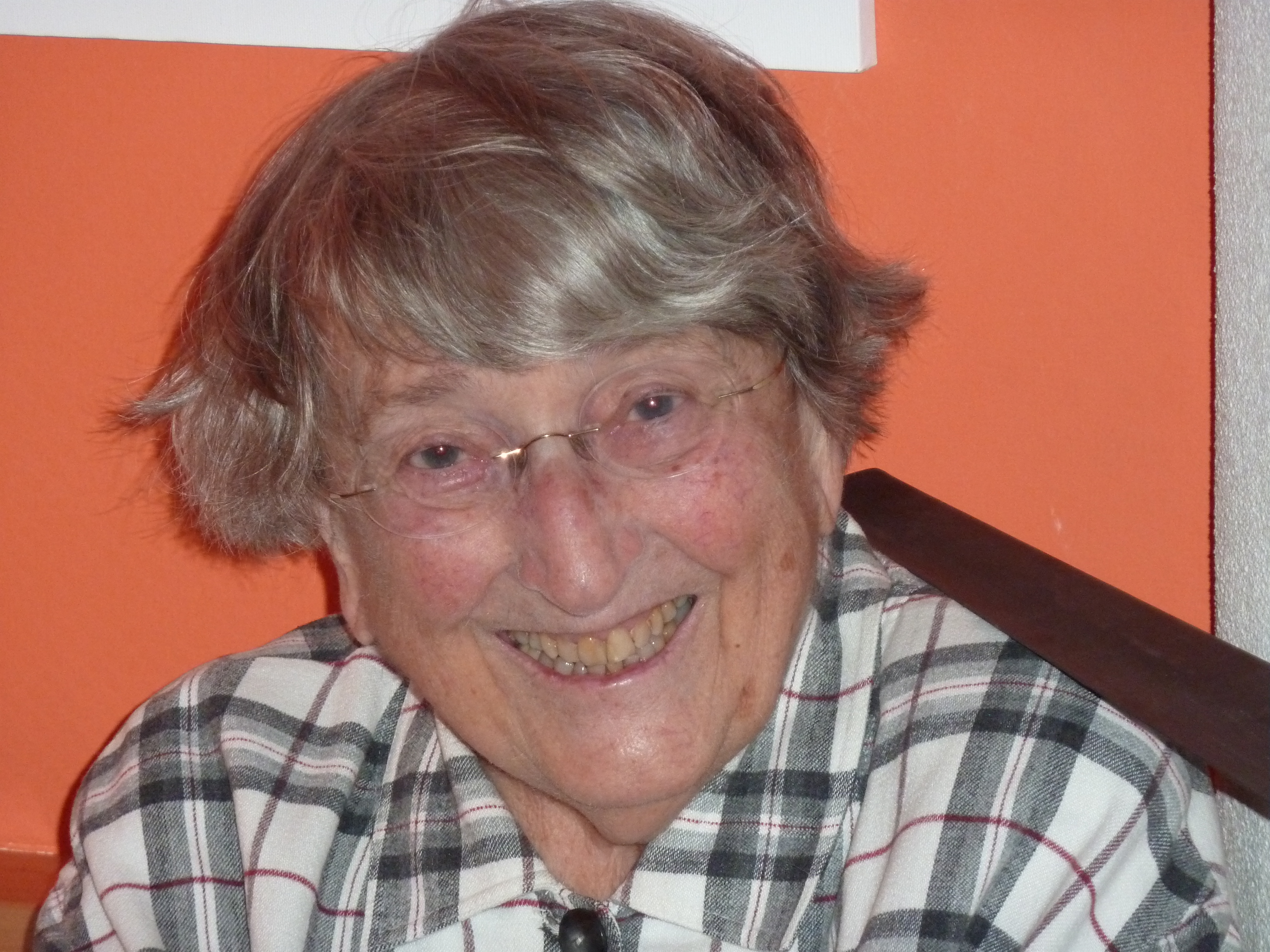
Porträtfotografie von Else Fichter

Else Fichter (* 25. Januar 1927 in Trier; † 20. Februar 2015 in Trier) war eine Trierer Umweltaktivistin mit dem Beinamen „Solar-Else“. Sie kämpfte vor allem ab ihrer
Pensionierung bis zu ihrem Lebensende für Nachhaltigkeit, erneuerbare Energien, Umweltschutz und die Bewahrung der Schöpfung.

## Familie
Else Fichter wurde am 25. Januar 1927 in Trier geboren. Ihr Vater war der aus Freiburg stammende Kaufmann Ernst Fichter. Er besaß später ein Plakatwerbungsgeschäft in Trier, das er infolge des Zweiten Weltkrieges verlor. Er führte die Litfaßsäulen in Trier ein. Else Fichters Mutter war die alteingesessene Triererin und Schneiderin Berta Mönicke, die ihren Beruf jedoch nach der Heirat aufgab. Else Fichter hatte zwei Schwestern, Grete und Adele. Else Fichter verstarb am 20. Februar 2015 im Alter von 88 Jahren im Mutter-Rosa-Altenzentrum in Trier. Sie ist auf dem Hauptfriedhof in Trier beigesetzt.

## Ausbildung und Beruf
Von 1933 bis 1937 besuchte Else Fichter die evangelische Dewora-Grundschule, anschließend bis 1944 die Auguste-Viktoria-Schule in Trier. Von 1944 bis 1945 musste sie den Schulbesuch unterbrechen, um Kriegshilfsdienste zu leisten; sie war zunächst als Hilfsschaffnerin bei den Straßenbahnlinien 1 und 3, dann als Aushilfe in der Kaffeeküche des Lazaretts und schließlich als Arbeiterin in einer Senffabrik tätig. Nach dem Krieg holte Else Fichter das 13. Schuljahr nach und erlangte 1946 das Abitur. Im selben Jahr nahm sie das Studium der Geografie, Germanistik und Geschichte in Mainz auf. 1952 machte sie das 1. Staatsexamen für das Lehramt an Schulen und begann ein Referendariat am Gymnasium in Saarburg und an der städtischen Studienanstalt (späteres Treveris-Gymnasium, heute geschlossen) in Trier. Im Jahr 1954 macht sie das 2. Staatsexamen für das Lehramt an Schulen und trat ihren Dienst als Gymnasiallehrerin für die Fächer Deutsch, Erdkunde und Geschichte in Saarburg an, wo sie bis zu ihrer Pensionierung im Jahr 1988 tätig war. Mit Eintritt in den Ruhestand trat Else Fichter nach und nach über 20 Umweltverbänden bei, darunter Initiativen der Anti-Atom-Bewegung, dem Bund für Umwelt- und Naturschutz Deutschland (BUND), Greenpeace, der Ökologisch-Demokratischen Partei und der Lokalen Agenda 21. Sie wohnte in der Theodor-Heuss-Allee (Ecke Roon-/Göbenstraße); auf dem Haus befand sich einer der ersten begrünten Dachgärten der Stadt.

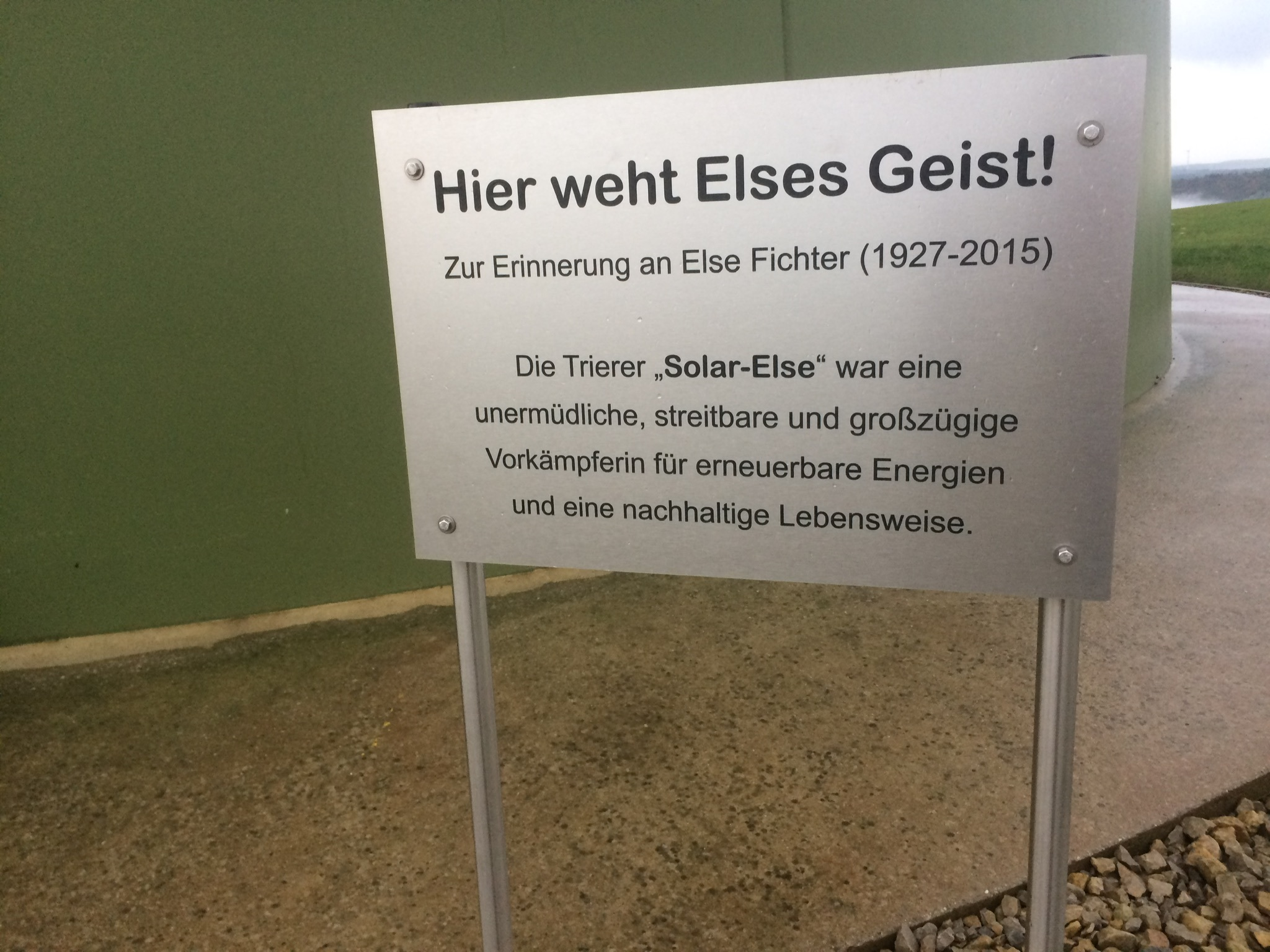
Gedenktafel zu Ehren von Else Fichter

## Engagement für den Umweltschutz
Ausschlaggebend für das Umweltengagement Else Fichters war nach eigener Aussage die Lektüre des Buchs Die Grenzen des Wachstums, das 1972 vom Club of Rome veröffentlicht worden war und die Folgen von Industrialisierung und Wirtschaftswachstum für die Erde aufzeigte. Über Jahre hinweg besuchte Else Fichter regelmäßig Stadtratssitzungen sowie verkehrs- und umweltpolitische Veranstaltungen, um diese freundlich, aber oft kritisch zu kommentieren. Sie sponserte zahlreiche umwelt- und energiepolitische Projekte und investierte früh uneigennützig in Solardächer und Windkraftanlagen in der Region, lange bevor diese Technologien in der breiten Bevölkerung Anerkennung fanden. Else Fichter kämpfte mit unermüdlicher Überzeugungsarbeit und hat mit ihren privaten Spenden oft erst dafür gesorgt, dass Projekte ans Laufen kamen. Es war ihr zudem ein wichtiges Anliegen, junge Leute für Umweltschutz und Nachhaltigkeit zu gewinnen und zu fördern. So hat sie die Abteilung Raumentwicklung und Landesplanung an der Universität Trier und deren Archiv für Stadt- und Verkehrsplanung jahrelang finanziell unterstützt, wovon viele Studierende profitierten. Auch der Erhalt des über der Mosel gelegenen Weißhauses mit seinem Wald war ihr ein besonderes Anliegen; u. a. war sie Mitglied einer Bürgerinitiative, die sich Anfang der 1980er gegen den Bau einer großen Ferienhaussiedlung am Weißhaus starkmachte. Ihre letzten Jahre verbrachte sie im Mutter-Rosa-Altenheim, in dem sie noch weiter unermüdlich daran arbeitete, die Menschen in ihrem Umfeld zu einem verantwortungsvollen Umgang mit unserer Umwelt zu bewegen.

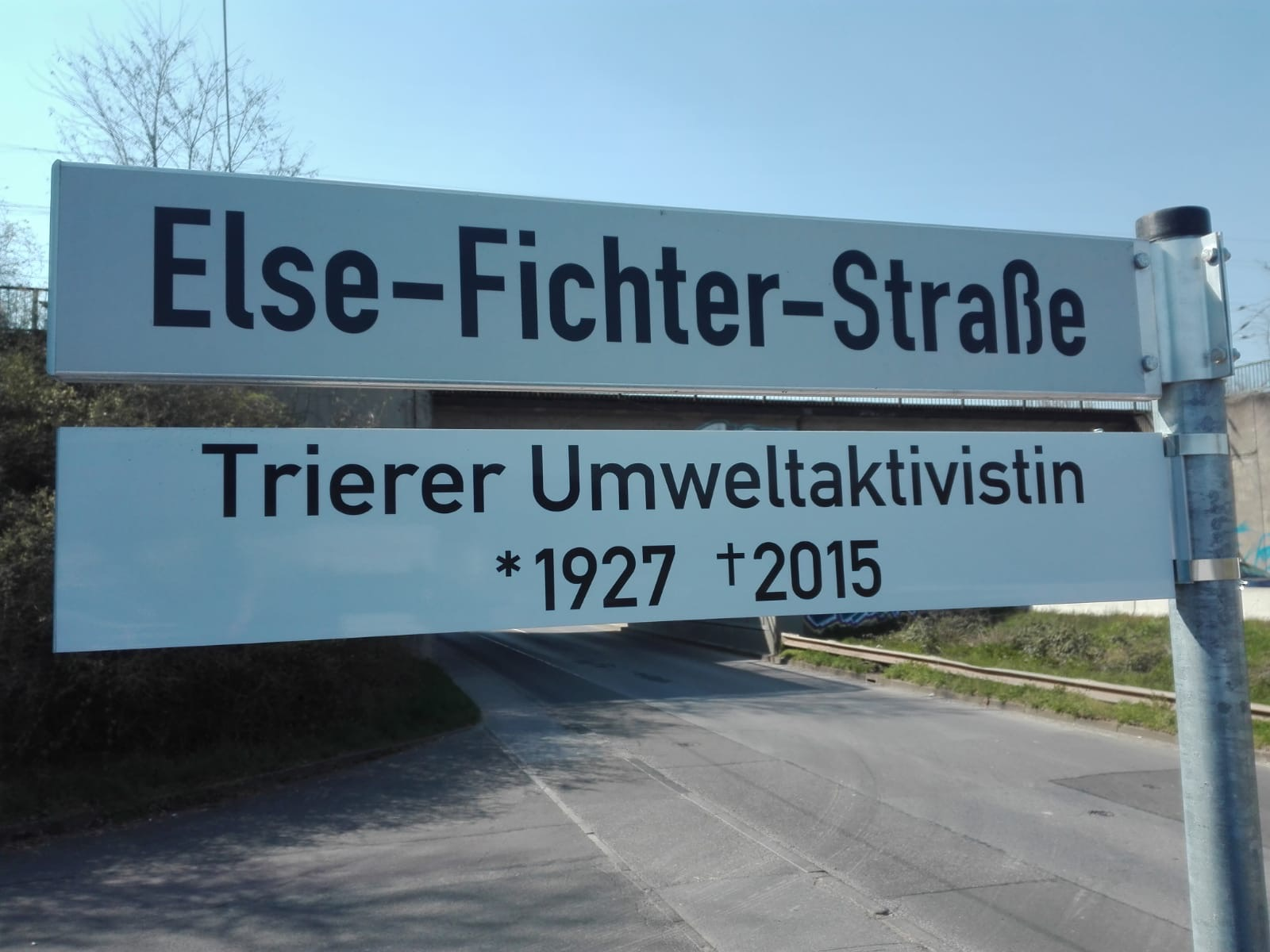
Schild der nach Else Fichter benannten Straße in Trier

## Auszeichnungen und Ehrungen
- Auszeichnung mit dem Ehrenring der Stadt Trier, 1995
- Trägerin der Verdienstmedaille des Landes Rheinland-Pfalz, 2000
- Benennung einer Straße zwischen Trier-Nord und Trier-Ruwer als „Else-Fichter-Straße“, 2018